# Vingtième district congressionnel de Californie
Le 20e district congressionnel de Californie est un district de Californie comprenant une grande partie du sud et du sud-est de la Central Valley de l'État. Le district est actuellement représenté par le Républicain Vince Fong. Fong a été élu lors d'une élection spéciale le 21 mai 2024 après la démission de Kevin McCarthy du Congrès à la suite de la motion de destitution qui l'a évincé du poste de Speaker de la Chambre.
Le redécoupage en 2022 a ramené le district à la Vallée de San Joaquin. Le nouveau 20e district comprend des parties des comtés de Kern, Tulare, Kings et Fresno. Il comprend le sud de la Sierra Nevada et l'ouest du Désert de Mojave, avec trois « doigts » s'étendant vers l'ouest dans la vallée. Les villes du district comprennent Clovis, Tehachapi, Ridgecrest, Taft, Lemoore, les côtés ouest et nord-est de Bakersfield, le côté sud de Visalia, le côté nord-est de Tulare, le côté nord de Hanford et une partie du nord-est de Fresno, y compris la California State University à Fresno. Le nouveau 20e district est le district le plus républicain de Californie, avec un indice CPVI de R+16.
Avant 2022, elle englobait une grande partie de la région de la Central Coast. Le district comprenait les comtés de Monterey et de San Benito, la majeure partie du Comté de Santa Cruz et des parties du Comté de Santa Clara.
Avant le redécoupage en 2011, le 20e district était situé dans la Vallée de San Joaquin. Il couvrait le Comté de Kings et des parties des comtés de Fresno et Kern, y compris la majeure partie de la ville de Fresno. Cette zone est désormais largement divisée entre les 21e et 16e district, alors que la majeure partie de l'actuel 20e se trouvait dans l'ancien 17e.

## Géographie
| #   | Comté  | Siège       | Population |
| --- | ------ | ----------- | ---------- |
| 19  | Fresno | Fresno      | 1 017 162  |
| 29  | Kern   | Bakersfield | 913 820    |
| 31  | Kings  | Hanford     | 152 682    |
| 107 | Tulare | Visalia     | 479 468    |

### Villes et census-designated places de 10 000 personnes ou plus
- Fresno - 542 107
- Bakersfield - 403 455
- Visalia - 141 384
- Clovis - 120 124
- Tulare - 68 875
- Hanford - 57 990
- Oildale - 36 135
- Ridgecrest - 27 959
- Lemoore - 27 038
- Rosamond - 20 961
- Lakeside - 20 648
- Rosedale - 18 639
- Tehachapi - 10 881

### Villes de 2500 à 10 000
- Golden Hills - 9578
- Taft - 8546
- Alta Seirra - 7204
- Lemoore Station - 6568
- Bear Valley Springs - 5592
- Greenacres - 5496
- Mojave - 4699
- Ford City - 4348
- Tarpey Village - 3997
- Lake Isabella - 3573
- Yokuts Valley - 3564
- Auberry - 3238
- Stallion Springs - 3139
- Weldon - 2645
- Frazier Park - 2592

## Historique de vote
| Année | Poste      | Résultats                      |
| ----- | ---------- | ------------------------------ |
| 1992  | Président  | Clinton 46,9 % – 37,5 %        |
| 1992  | Sénateur   | Herschensohn 50,2 % - 40,1 %   |
| 1992  | Sénateur   | Feinstein 47,4 % - 44,9 %      |
| 2000  | Président  | Gore 49,6 % - 47,6 %           |
| 2000  | Sénateur   | Feinstein 58,4 % - 35,0 %      |
| 2002  | Gouverneur | Davis 53,1 % - 40,6 %          |
| 2003  | Rappel,    | Oui 50,0 % - 41,0 %            |
| 2003  | Rappel,    | Schwarzenegger 42,7 % - 40,4 % |
| 2004  | Président  | Kerry 50,6 % - 48,5%           |
| 2004  | Sénateur   | Boxer 57,2 % - 38,3 %          |
| 2006  | Gouverneur | Schwarzenegger 53,7 % - 41,5 % |
| 2006  | Sénateur   | Feinstein 60,5 % - 33,9 %      |
| 2008  | Président  | Obama 59,6% - 38,7 %           |
| 2010  | Gouverneur | Brown 55,9 % - 37,1 %          |
| 2010  | Sénateur   | Boxer 48,3 % - 43,5 %          |
| 2012  | Président  | Obama 70,9 % - 26,2%           |
| 2012  | Sénateur   | Feinstein 73,1 % - 26,9 %      |
| 2014  | Gouverneur | Brown 73,0 % - 27,0 %          |
| 2016  | Président  | Clinton 70,4 % – 23,2 %        |
| 2016  | Sénateur   | Harris 66,2 % - 33,8 %         |
| 2018  | Gouverneur | Newsom 70,2 % - 29,8 %         |
| 2018  | Sénateur   | Feinstein 54,2 % - 45,8 %      |
| 2020  | Président  | Biden 72,7 % – 25,0 %          |
| 2021  | Rappel     | Non 71,4 % - 28,5 %            |
| 2022  | Gouverneur | Dahle 69,5 % - 30,5 %          |
| 2022  | Sénat      | Meuser 67,7 % - 32,3 %         |

## Liste des Représentants du district
| Membre                        | Parti       | Années                            | Congrès     | Histoire électorale | Zone géographique |
| ----------------------------- | ----------- | --------------------------------- | ----------- | --- | --- |
| District créée le 4 mars 1933 |             |                                   |             | | |
| George Burnham (en)           | Républicain | 4 mars 1933 - 3 janvier 1937      | 73e , 74e   | Élu en 1932. Réélu en 1934. Retrait. | 1933–1943 Imperial, San Diego |
| Edouard Izac (en)             | Démocrate   | 3 janvier 1937 - 3 janvier 1943   | 75e - 77e   | Élu en 1936. Réélu en 1938 Réélu en 1940. Redécoupage vers le 23e district.                                                                                | 1933–1943 Imperial, San Diego |
| John Carl Hinshaw (en)        | Républicain | 3 janvier 1943 - 5 août 1956      | 78e - 84e   | Redécoupage depuis le 11e district et réélu en 1942. Réélu en 1944. Réélu en 1946. Réélu en 1948. Réélu en 1950. Réélu en 1952. Réélu en 1954. Décès.      | 1943–1975 Los Angeles |
| Vacant                        | Vacant      | 5 août 1956 - 3 janvier 1957      | 84e         | | 1943–1975 Los Angeles |
| H. Allen Smith (en)           | Républicain | 3 janvier 1957 - 3 janvier 1973   | 85e - 92e   | Élu en 1956. Réélu en 1958. Réélu en 1960. Réélu en 1962. Réélu en 1964. Réélu en 1966. Réélu en 1968. Réélu en 1970. Retrait.                             | 1943–1975 Los Angeles |
| Carlos Moorhead (en)          | Républicain | 3 janvier 1973 - 3 janvier 1975   | 93e         | Élu en 1972. Redécoupage vers le 22e district. | 1943–1975 Los Angeles |
| Barry Goldwater, Jr. (en)     | Républicain | 3 janvier 1975 - 3 janvier 1983   | 94e - 97e   | Redécoupage depuis le 27e district et réélu en 1974. Réélu en 1976. Réélu en 1978. Réélu en 1980. Retrait pour se présenter comme Sénateur des États-Unis. | 1975–1983 Los Angeles (Partie Sud-Ouest), Ventura (Partie Est)                                                                                      |
| Bill Thomas                   | Républicain | 3 janvier 1983 - 3 janvier 1993   | 98e - 102e  | Redécoupage depuis le 18e district et réélu en 1982. Réélu en 1984. Réélu en 1986. Réélu en 1988. Réélu en 1990. Redécoupage vers le 21e district.         | 1983–1993 Inyo, Kern, Los Angeles (Lancaster), San Luis Obispo                                                                                      |
| Cal Dooley (en)               | Démocrate   | 3 janvier 1993 - 3 janvier 2005   | 103e - 108e | Redécoupage depuis le 17e district et réélu en 1992. Réélu en 1994. Réélu en 1996. Réélu en 1998. Réélu en 2000. Réélu en 2002. Retrait.                   | 1993–2003 Fresno (Partie Ouest), Kern (Partie Nord-Ouest), Kings, Tulare (Partie Ouest)                                                             |
| Cal Dooley (en)               | Démocrate   | 3 janvier 1993 - 3 janvier 2005   | 103e - 108e | Redécoupage depuis le 17e district et réélu en 1992. Réélu en 1994. Réélu en 1996. Réélu en 1998. Réélu en 2000. Réélu en 2002. Retrait.                   | 2003–2013 Fresno (Partie Ouest), Kern (Partie Nord-Ouest), Kings                                                                                    |
| Jim Costa                     | Démocrate   | 3 janvier 2005 - 3 janvier 2013   | 109e - 112e | Élu en 2004. Réélu en 2006. Réélu en 2008. Réélu en 2010. Redécoupage vers le 16e district.                                                                | |
| Sam Farr                      | Démocrate   | 3 janvier 2013 - 3 janvier 2017   | 113e , 114e | Redécoupage depuis le 17e district et réélu en 2012. Réélu en 2014. Retrait.                                                                               | 2013–2023 Monterey, San Benito, Santa Clara (portions) et Santa Cruz                                                                                |
| Jimmy Panetta                 | Démocrate   | 3 janvier 2017 - 3 janvier 2023   | 115e - 117e | Élu en 2016. Réélu en 2018. Réélu en 2020. Redécoupage vers le 19e district.                                                                               | 2013–2023 Monterey, San Benito, Santa Clara (portions) et Santa Cruz                                                                                |
| Kevin McCarthy                | Républicain | 3 janvier 2023 - 31 décembre 2023 | 118e        | Redécoupage depuis le 23e district et réélu en 2022. Démission.                                                                                            | 2023–en cours Parties du sud de la Vallée de San Joaquin, des monts Tehachapi et du sud de la sierra Nevada, et du nord-ouest du désert des Mojaves |
| Vacant                        | Vacant      | 31 décembre 2023 – 3 juin 2024    | 118e        | | 2023–en cours Parties du sud de la Vallée de San Joaquin, des monts Tehachapi et du sud de la sierra Nevada, et du nord-ouest du désert des Mojaves |
| ' Vince Fong                  | Républicain | 3 juin 2024 - en cours            | 118e - 119e | Élu pour terminer de mandat de McCarthy. Réélu en 2024. | 2023–en cours Parties du sud de la Vallée de San Joaquin, des monts Tehachapi et du sud de la sierra Nevada, et du nord-ouest du désert des Mojaves |

## Résultats des récentes élections
Voici les résultats des dix précédents cycles électoraux dans le district.

### 2004
| Élection de 2004 du 20e district congressionnel de Californie | Élection de 2004 du 20e district congressionnel de Californie | Élection de 2004 du 20e district congressionnel de Californie | Élection de 2004 du 20e district congressionnel de Californie | Élection de 2004 du 20e district congressionnel de Californie |
| ------------------------------------------------------------- | ------------------------------------------------------------- | ------------------------------------------------------------- | ------------------------------------------------------------- | ------------------------------------------------------------- |
| Parti                                                         | Parti                                                         | Candidat                                                      | Votes                                                         | %                                                             |
|                                                               | Démocrate                                                     | Jim Costa                                                     | 61 005                                                        | 53,5                                                          |
|                                                               | Républicain                                                   | Roy Ashburn                                                   | 53 231                                                        | 46,5                                                          |
| Total des votes                                               | Total des votes                                               | Total des votes                                               | 114 236                                                       | 100%                                                          |
|                                                               | Les Démocrates conservent                                     |                                                               |                                                               |                                                               |

### 2006
| Élection de 2006 du 20e district congressionnel de Californie | Élection de 2006 du 20e district congressionnel de Californie | Élection de 2006 du 20e district congressionnel de Californie | Élection de 2006 du 20e district congressionnel de Californie | Élection de 2006 du 20e district congressionnel de Californie |
| ------------------------------------------------------------- | ------------------------------------------------------------- | ------------------------------------------------------------- | ------------------------------------------------------------- | ------------------------------------------------------------- |
| Parti                                                         | Parti                                                         | Candidat                                                      | Votes                                                         | %                                                             |
|                                                               | Démocrate                                                     | Jim Costa (sortant)                                           | 61 120                                                        | 100                                                           |
|                                                               | Les Démocrates conservent                                     |                                                               |                                                               |                                                               |

### 2008
| Élection de 2008 du 20e district congressionnel de Californie | Élection de 2008 du 20e district congressionnel de Californie | Élection de 2008 du 20e district congressionnel de Californie | Élection de 2008 du 20e district congressionnel de Californie | Élection de 2008 du 20e district congressionnel de Californie |
| ------------------------------------------------------------- | ------------------------------------------------------------- | ------------------------------------------------------------- | ------------------------------------------------------------- | ------------------------------------------------------------- |
| Parti                                                         | Parti                                                         | Candidat                                                      | Votes                                                         | %                                                             |
|                                                               | Démocrate                                                     | Jim Costa (sortant)                                           | 93 023                                                        | 74,33                                                         |
|                                                               | Républicain                                                   | Jim Lopez                                                     | 32 118                                                        | 25,67                                                         |
| Total des votes                                               | Total des votes                                               | Total des votes                                               | 125 141                                                       | 100%                                                          |
|                                                               | Les Démocrates conservent                                     |                                                               |                                                               |                                                               |

### 2010
| Élection de 2010 du 20e district congressionnel de Californie | Élection de 2010 du 20e district congressionnel de Californie | Élection de 2010 du 20e district congressionnel de Californie | Élection de 2010 du 20e district congressionnel de Californie | Élection de 2010 du 20e district congressionnel de Californie |
| ------------------------------------------------------------- | ------------------------------------------------------------- | ------------------------------------------------------------- | ------------------------------------------------------------- | ------------------------------------------------------------- |
| Parti                                                         | Parti                                                         | Candidat                                                      | Votes                                                         | %                                                             |
|                                                               | Démocrate                                                     | Jim Costa (sortant)                                           | 46 247                                                        | 51,71                                                         |
|                                                               | Républicain                                                   | Andy Vidak                                                    | 43 197                                                        | 48,29                                                         |
| Total des votes                                               | Total des votes                                               | Total des votes                                               | 89 444                                                        | 100%                                                          |
|                                                               | Les Démocrates conservent                                     |                                                               |                                                               |                                                               |

### 2012
| Élection de 2012 du 20e district congressionnel de Californie | Élection de 2012 du 20e district congressionnel de Californie | Élection de 2012 du 20e district congressionnel de Californie | Élection de 2012 du 20e district congressionnel de Californie | Élection de 2012 du 20e district congressionnel de Californie |
| ------------------------------------------------------------- | ------------------------------------------------------------- | ------------------------------------------------------------- | ------------------------------------------------------------- | ------------------------------------------------------------- |
| Parti                                                         | Parti                                                         | Candidat                                                      | Votes                                                         | %                                                             |
|                                                               | Démocrate                                                     | Sam Farr (sortant)                                            | 172 996                                                       | 74,1                                                          |
|                                                               | Républicain                                                   | Jeff Taylor                                                   | 60 566                                                        | 25,9                                                          |
| Total des votes                                               | Total des votes                                               | Total des votes                                               | 233 562                                                       | 100%                                                          |
|                                                               | Les Démocrates conservent                                     |                                                               |                                                               |                                                               |

### 2014
| Élection de 2014 du 20e district congressionnel de Californie | Élection de 2014 du 20e district congressionnel de Californie | Élection de 2014 du 20e district congressionnel de Californie | Élection de 2014 du 20e district congressionnel de Californie | Élection de 2014 du 20e district congressionnel de Californie |
| ------------------------------------------------------------- | ------------------------------------------------------------- | ------------------------------------------------------------- | ------------------------------------------------------------- | ------------------------------------------------------------- |
| Parti                                                         | Parti                                                         | Candidat                                                      | Votes                                                         | %                                                             |
|                                                               | Démocrate                                                     | Sam Farr (sortant)                                            | 106 034                                                       | 75,2                                                          |
|                                                               | Républicain                                                   | Ronald Paul Kabat                                             | 35 010                                                        | 24,8                                                          |
| Total des votes                                               | Total des votes                                               | Total des votes                                               | 141 044                                                       | 100%                                                          |
|                                                               | Les Démocrates conservent                                     |                                                               |                                                               |                                                               |

### 2016
| Élection de 2016 du 20e district congressionnel de Californie | Élection de 2016 du 20e district congressionnel de Californie | Élection de 2016 du 20e district congressionnel de Californie | Élection de 2016 du 20e district congressionnel de Californie | Élection de 2016 du 20e district congressionnel de Californie |
| ------------------------------------------------------------- | ------------------------------------------------------------- | ------------------------------------------------------------- | ------------------------------------------------------------- | ------------------------------------------------------------- |
| Parti                                                         | Parti                                                         | Candidat                                                      | Votes                                                         | %                                                             |
|                                                               | Démocrate                                                     | Jimmy Panetta                                                 | 180 980                                                       | 70,8                                                          |
|                                                               | Républicain                                                   | Casey Lucius                                                  | 74 811                                                        | 29,2                                                          |
| Total des votes                                               | Total des votes                                               | Total des votes                                               | 255 791                                                       | 100%                                                          |
|                                                               | Les Démocrates conservent                                     |                                                               |                                                               |                                                               |

### 2018
| Élection de 2018 du 20e district congressionnel de Californie | Élection de 2018 du 20e district congressionnel de Californie | Élection de 2018 du 20e district congressionnel de Californie | Élection de 2018 du 20e district congressionnel de Californie | Élection de 2018 du 20e district congressionnel de Californie |
| ------------------------------------------------------------- | ------------------------------------------------------------- | ------------------------------------------------------------- | ------------------------------------------------------------- | ------------------------------------------------------------- |
| Parti                                                         | Parti                                                         | Candidat                                                      | Votes                                                         | %                                                             |
|                                                               | Démocrate                                                     | Jimmy Panetta (sortant)                                       | 183 677                                                       | 81,4                                                          |
|                                                               | Indépendant                                                   | Ronald Paul Kabat                                             | 42 044                                                        | 18,6                                                          |
| Total des votes                                               | Total des votes                                               | Total des votes                                               | 225 721                                                       | 100%                                                          |
|                                                               | Les Démocrates conservent                                     |                                                               |                                                               |                                                               |

### 2020
| Élection de 2020 du 20e district congressionnel de Californie | Élection de 2020 du 20e district congressionnel de Californie | Élection de 2020 du 20e district congressionnel de Californie | Élection de 2020 du 20e district congressionnel de Californie | Élection de 2020 du 20e district congressionnel de Californie |
| ------------------------------------------------------------- | ------------------------------------------------------------- | ------------------------------------------------------------- | ------------------------------------------------------------- | ------------------------------------------------------------- |
| Parti                                                         | Parti                                                         | Candidat                                                      | Votes                                                         | %                                                             |
|                                                               | Démocrate                                                     | Jimmy Panetta (sortant)                                       | 236 896                                                       | 76,8                                                          |
|                                                               | Républicain                                                   | Jeff Gorman                                                   | 71 658                                                        | 23,2                                                          |
| Total des votes                                               | Total des votes                                               | Total des votes                                               | 308 554                                                       | 100%                                                          |
|                                                               | Les Démocrates conservent                                     |                                                               |                                                               |                                                               |

### 2022
La Californie a tenu sa Primaire Jungle le 7 juin 2022, selon ce système de Primaire, tous les candidats sont sur le même bulletin de vote, et les deux arrivés en tête s'affronteront le jour de l'Élection Générale, à savoir le 8 novembre 2022.
| Primaire Jungle du 20e district congressionnel de Californie | Primaire Jungle du 20e district congressionnel de Californie | Primaire Jungle du 20e district congressionnel de Californie | Primaire Jungle du 20e district congressionnel de Californie | Primaire Jungle du 20e district congressionnel de Californie |
| ------------------------------------------------------------ | ------------------------------------------------------------ | ------------------------------------------------------------ | ------------------------------------------------------------ | ------------------------------------------------------------ |
| Parti                                                        | Parti                                                        | Candidat                                                     | Votes                                                        | %                                                            |
|                                                              | Républicain                                                  | Kevin McCarthy (sortant)                                     | 85 748                                                       | 61,3                                                         |
|                                                              | Démocrate                                                    | Marisa Wood                                                  | 33 511                                                       | 24,0                                                         |
|                                                              | Démocrate                                                    | Ben Dewell                                                   | 8757                                                         | 6,3                                                          |
|                                                              | Républicain                                                  | James Davis                                                  | 6382                                                         | 4,6                                                          |
|                                                              | Républicain                                                  | James Macauley                                               | 5488                                                         | 3,9                                                          |

| Élection de 2022 du 20e district congressionnel de Californie | Élection de 2022 du 20e district congressionnel de Californie | Élection de 2022 du 20e district congressionnel de Californie | Élection de 2022 du 20e district congressionnel de Californie | Élection de 2022 du 20e district congressionnel de Californie |
| ------------------------------------------------------------- | ------------------------------------------------------------- | ------------------------------------------------------------- | ------------------------------------------------------------- | ------------------------------------------------------------- |
| Parti                                                         | Parti                                                         | Candidat                                                      | Votes                                                         | %                                                             |
|                                                               | Républicain                                                   | Kevin McCarthy (sortant)                                      | 153 847                                                       | 67,2                                                          |
|                                                               | Démocrate                                                     | Marisa Wood                                                   | 74 934                                                        | 32,8                                                          |
| Total des votes                                               | Total des votes                                               | Total des votes                                               | 228 781                                                       | 100%                                                          |
|                                                               | Les Républicains conservent                                   |                                                               |                                                               |                                                               |

## Frontières historique du district

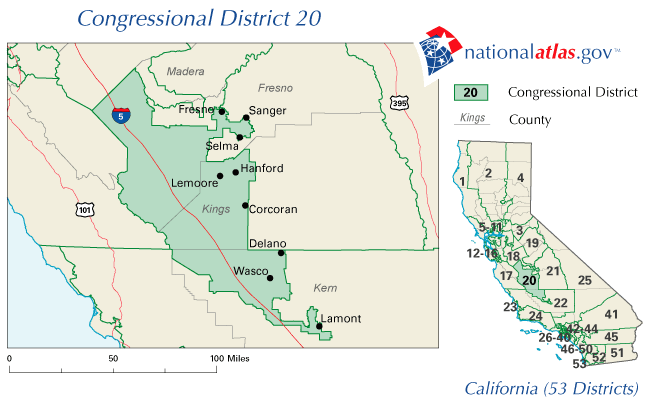
2003 - 2013

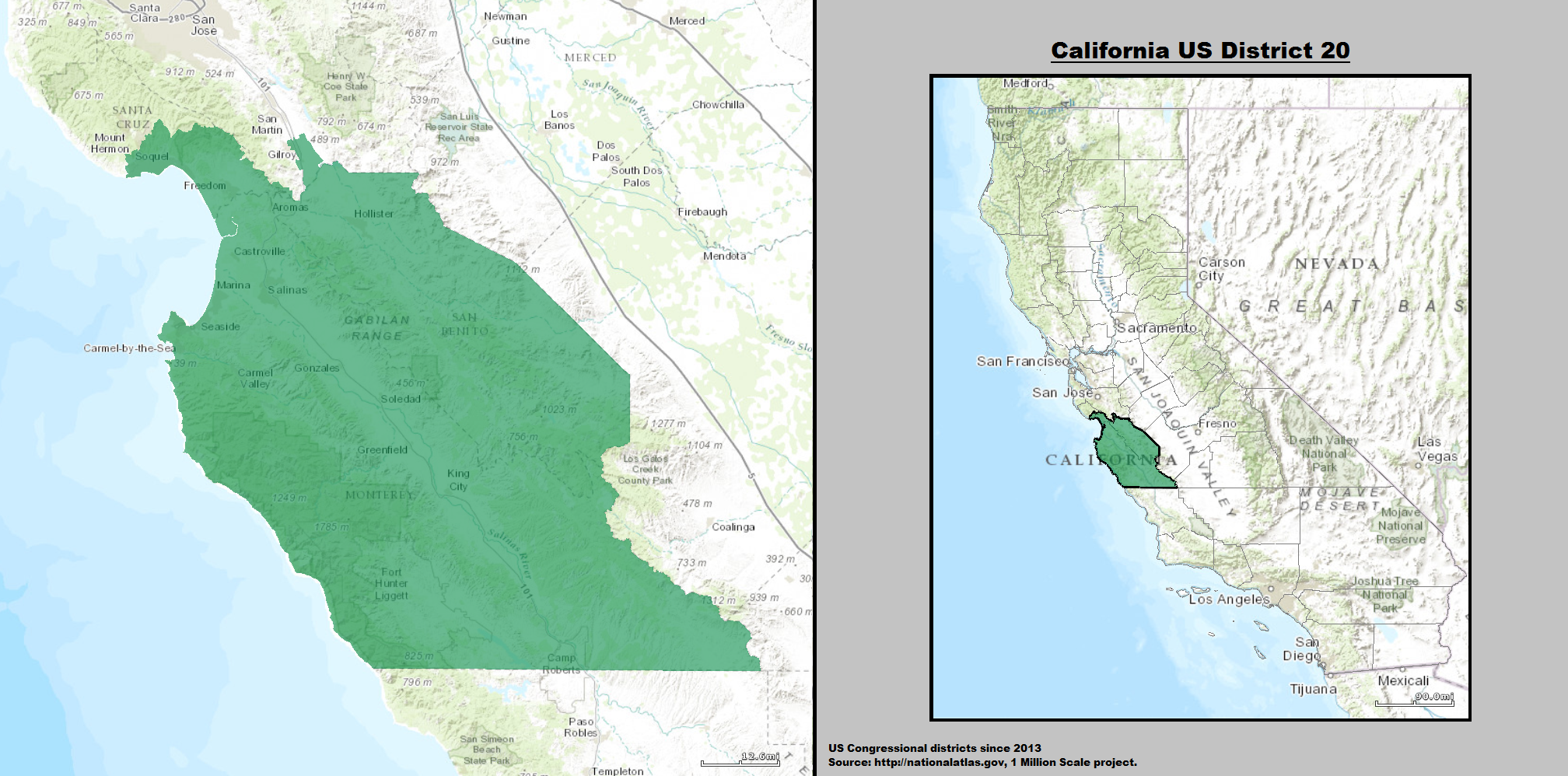
2013 - 2023

### 2024 (Spéciale)
| Primaire Jungle Spéciale 2024 du 20e district congressionnel de Californie | Primaire Jungle Spéciale 2024 du 20e district congressionnel de Californie | Primaire Jungle Spéciale 2024 du 20e district congressionnel de Californie | Primaire Jungle Spéciale 2024 du 20e district congressionnel de Californie | Primaire Jungle Spéciale 2024 du 20e district congressionnel de Californie |
| -------------------------------------------------------------------------- | -------------------------------------------------------------------------- | -------------------------------------------------------------------------- | -------------------------------------------------------------------------- | -------------------------------------------------------------------------- |
| Parti                                                                      | Parti                                                                      | Candidat                                                                   | Votes                                                                      | %                                                                          |
|                                                                            | Républicain                                                                | Vince Fong                                                                 | 51 194                                                                     | 42,3                                                                       |
|                                                                            | Républicain                                                                | Mike Boudreaux                                                             | 31 202                                                                     | 25,8                                                                       |
|                                                                            | Démocrate                                                                  | Marisa Wood                                                                | 27 337                                                                     | 22,6                                                                       |
|                                                                            | Républicain                                                                | Kyle Kirkland                                                              | 5941                                                                       | 4,9                                                                        |
|                                                                            | Démocrate                                                                  | Harmesh Kumar                                                              | 2885                                                                       | 2,4                                                                        |
|                                                                            | Indépendant                                                                | Ben Dewell                                                                 | 1074                                                                       | 0,9                                                                        |
|                                                                            | Indépendant                                                                | David Fluhart                                                              | 878                                                                        | 0,7                                                                        |
|                                                                            | Indépendant                                                                | James Cardoza                                                              | 298                                                                        | 0,2                                                                        |
|                                                                            | Républicain                                                                | Anna Zoë Cohen                                                             | 289                                                                        | 0,2                                                                        |

| Élection Spéciale de 2024 du 20e district congressionnel de Californie | Élection Spéciale de 2024 du 20e district congressionnel de Californie | Élection Spéciale de 2024 du 20e district congressionnel de Californie | Élection Spéciale de 2024 du 20e district congressionnel de Californie | Élection Spéciale de 2024 du 20e district congressionnel de Californie |
| ---------------------------------------------------------------------- | ---------------------------------------------------------------------- | ---------------------------------------------------------------------- | ---------------------------------------------------------------------- | ---------------------------------------------------------------------- |
| Parti                                                                  | Parti                                                                  | Candidat                                                               | Votes                                                                  | %                                                                      |
|                                                                        | Républicain                                                            | Vince Fong                                                             | 50 643                                                                 | 60,6                                                                   |
|                                                                        | Républicain                                                            | Mike Boudreaux                                                         | 32 952                                                                 | 39,4                                                                   |
| Total des votes                                                        | Total des votes                                                        | Total des votes                                                        | 83 595                                                                 | 100%                                                                   |
|                                                                        | Les Républicains conservent                                            |                                                                        |                                                                        |                                                                        |

### 2024 (Régulière)
La Californie a tenu sa Primaire Jungle le 5 mars 2024, selon ce système de Primaire, tous les candidats sont sur le même bulletin de vote, et les deux arrivés en tête s'affronteront le jour de l'Élection Générale, à savoir le 5 novembre 2024.
| Primaire Jungle Régulière 2024 du 20e district congressionnel de Californie | Primaire Jungle Régulière 2024 du 20e district congressionnel de Californie | Primaire Jungle Régulière 2024 du 20e district congressionnel de Californie | Primaire Jungle Régulière 2024 du 20e district congressionnel de Californie | Primaire Jungle Régulière 2024 du 20e district congressionnel de Californie |
| --------------------------------------------------------------------------- | --------------------------------------------------------------------------- | --------------------------------------------------------------------------- | --------------------------------------------------------------------------- | --------------------------------------------------------------------------- |
| Parti                                                                       | Parti                                                                       | Candidat                                                                    | Votes                                                                       | %                                                                           |
|                                                                             | Républicain                                                                 | Vince Fong (sortant)                                                        | 66 160                                                                      | 41,9                                                                        |
|                                                                             | Républicain                                                                 | Mike Boudreaux                                                              | 37 883                                                                      | 24,0                                                                        |
|                                                                             | Démocrate                                                                   | Marisa Wood                                                                 | 33 509                                                                      | 21,2                                                                        |
|                                                                             | Républicain                                                                 | Kyle Kirkland                                                               | 6429                                                                        | 4,1                                                                         |
|                                                                             | Démocrate                                                                   | Andy Morales                                                                | 4381                                                                        | 2,8                                                                         |
|                                                                             | Républicain                                                                 | Stan Ellis                                                                  | 3252                                                                        | 2,1                                                                         |
|                                                                             | Indépendant                                                                 | Ben Dewell                                                                  | 1509                                                                        | 1,0                                                                         |
|                                                                             | Républicain                                                                 | Matt Stoll                                                                  | 1131                                                                        | 0,7                                                                         |
|                                                                             | Républicain                                                                 | Kelly Kulikoff                                                              | 724                                                                         | 0,5                                                                         |
|                                                                             | Indépendant                                                                 | T.J. Esposito                                                               | 541                                                                         | 0,3                                                                         |

| Élection Régulière de 2024 du 20e district congressionnel de Californie | Élection Régulière de 2024 du 20e district congressionnel de Californie | Élection Régulière de 2024 du 20e district congressionnel de Californie | Élection Régulière de 2024 du 20e district congressionnel de Californie | Élection Régulière de 2024 du 20e district congressionnel de Californie |
| ----------------------------------------------------------------------- | ----------------------------------------------------------------------- | ----------------------------------------------------------------------- | ----------------------------------------------------------------------- | ----------------------------------------------------------------------- |
| Parti                                                                   | Parti                                                                   | Candidat                                                                | Votes                                                                   | %                                                                       |
|                                                                         | Républicain                                                             | Vince Fong (sortant)                                                    | 187 862                                                                 | 65,1                                                                    |
|                                                                         | Républicain                                                             | Mike Boudreaux (retrait non officiel)                                   | 100 926                                                                 | 34,9                                                                    |
| Total des votes                                                         | Total des votes                                                         | Total des votes                                                         | 288 788                                                                 | 100%                                                                    |
|                                                                         | Les Républicains conservent                                             |                                                                         |                                                                         |                                                                         |